# Soendroen
De Soendroen (Russisch: Сундрун) is een 314 kilometer lange rivier in het noorden van Oost-Siberië, in het noordoosten van de Russische autonome deelrepubliek Jakoetië. De rivier ontstaat op de noordelijke uitlopers van het berggebied Oelachan-Sis en stroomt eerst in oostelijke richting en vervolgens het grootste deel van haar loop in noordelijke richting over het Laagland van Kolyma om uiteindelijk uit te stromen in de Oost-Siberische Zee ten oosten van de Kolymskajabaai (onderdeel van de delta van de Indigirka). De rivier is bevroren van begin oktober tot midden juni.
In het stroomgebied bevinden zich ongeveer 2800 meren met een totale oppervlakte van 336 km². De grootste zijrivier is de Kleine Chomoes-Joerjach (235 km) aan rechterzijde.
In het interfluvium tussen de Soendroen en de Chroma bevinden zich de Draslanden van Kytalyk, dat het leefgebied vormt voor vele zeldzame diersoorten. In dit grotendeels onbewoonde gebied vol meren en moerassen leven vele wilde rendieren en Siberische witte kraanvogels, alsook een aantal dwerganzen, rotganzen, kleine zwanen en brileiders.